# Marc Planus
Marc Planus (7 de marzo de 1982, Burdeos, Francia) es un exfutbolista francés que desarrolló toda su carrera en el Girondins de Burdeos de la Ligue 1 de Francia.

## Selección nacional
Debutó el 30 de mayo de 2010 en un amistoso pre-mundial contra Túnez. Unos días más tarde fue convocado para disputar la Copa Mundial de Fútbol de 2010, pero no fue titular en ninguno de los partidos.

### Participaciones en Copas del Mundo
| Mundial                        | Sede      | Resultado    |
| ------------------------------ | --------- | ------------ |
| Copa Mundial de Fútbol de 2010 | Sudáfrica | Primera fase |

## Clubes
| Club                 | País    | Año     |
| -------------------- | ------- | ------- |
| Girondins de Burdeos | Francia | 2002-15 |